# ジョン・マッキントッシュ・スクエア
座標: 北緯36度8分27.015秒 西経5度21分15.011秒 / 北緯36.14083750度 西経5.35416972度
ジョン・マッキントッシュ・スクエア（英: John Mackintosh Square、会話ではピアツァ (The Piazza) とも）は、イギリスの海外領土であるジブラルタルにある広場。ここは14世紀より町の中心となっており、その名は地元の慈善家ジョン・マッキントッシュから付けられた。ここにある著名な建物には、ジブラルタル議会とシティ・ホールがある。

## 歴史

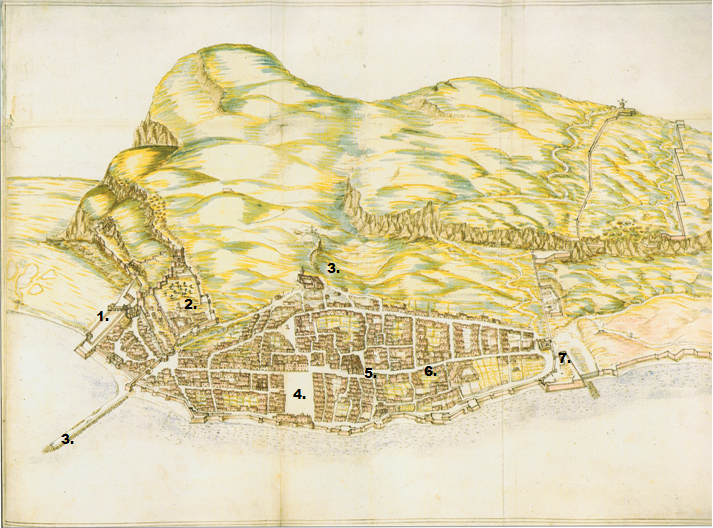
Luis Bravo de Acuña が1627年に描いたジブラルタルの地図
1- Puerta de España（現在のランドポート・ゲート）
2- Castillo（ムーア城）
3- Hospital de San Juan de Dios（かつてのサン・バーナード病院）
4- Plaza Mayor（現在のジョン・マッキントッシュ・スクエア）
5- Iglesia parroquial de Santa María la Coronada y San Bernardo（現在のセント・マリー・ザ・クラウンズ教会）
6- Calle Real（現在のメイン・ストリート）
7- Puerta de África（現在のサウスポート・ゲート）
8- Muelle Viejo（当時の防波堤）

ここは元はスペイン時代に「Plaza Mayor」（メインの広場、Alonso Hernández del Portillo の著書『Historia de la Muy Noble y Más Leal Ciudad de Gibraltar』（実に高貴で最も忠誠なジブラルタルの町の歴史）より）あるいは「Gran Plaza」（大広場）と呼ばれ、後に「Alameda」（アラメダ、スペイン語でポプラの並木道を指し、アラメダ庭園と混同してはならない）とも呼ばれており、現在のメイン・ストリートにあたる Calle Real の西から広がっていた。ここは2つの建物でリン・ウォール（スペイン時代の主要な防潮堤で、ランドポートからサウス・モールの最下部まで続いている）と隔てられた。すなわち広場の西にある大きな長方形の建物と、その南にあるより小さく背の低い La Santa Misericordia（聖慈悲）病院・教会である。
イギリス統治になって最初の一世紀の間、この広場は守備隊の観兵式で使われた。そのため「パレード」「グランド・パレード」と呼ばれた。ジブラルタル占領後の1704年、イギリス人らは La Santa Misericordia 病院・教会を債務者監獄に転用した。調査によれば1753年の時点でも広場の西側に刑務所が確認できる。ジブラルタル包囲戦の後、柱廊のついたジョージアン様式の衛兵所が広場の南側に建てられた。これは「メイン・ガード」と呼ばれ、ジブラルタルの全ての哨兵は毎晩ここから配置につけられた。何年か後にはこの建物に消防団が入った。1938年にこの消防団がヴィクトリア砲台の新しい消防署に移った後、ここは税務署 (Rates Office) になった。現在、この衛兵所にはジブラルタル遺産トラストが入っている。
この広場では、軍隊の処罰として鞭打ちも行なわれた。
広場の様相は、1810年代に2つの重要な建物が建てられ、大きく変わった。1817年に地元の商人らは公に募金を集めて、交易図書館 (Exchange and Commercial Library) を収容するための建物を建てた。守備隊専用のガリスン図書館の会員になることを断られたジブラルタルの商人たちは、1807年に Bedlam Court に図書館を設立していた。（ガリスン図書館は、図書館としてだけでなくクラブ活動にも使われていたが、軍士官らが所有・運営・使用したものであり、市民らは地位が向上したとはいえ使用できなかった。）そして10年後の1817年、商人らは自らの手で広場の東側とメイン・ストリートに挟まれる位置に新しい建物を建てた。ここには図書館だけでなく、競売所も設けられ、地元の商人たちが集う場となった。1951年に建物は改装されて立法議会 (Legislative Council) が入り、1969年に「House of Assembly」になった。2006年以降、この建物にはジブラルタル議会が入っている。

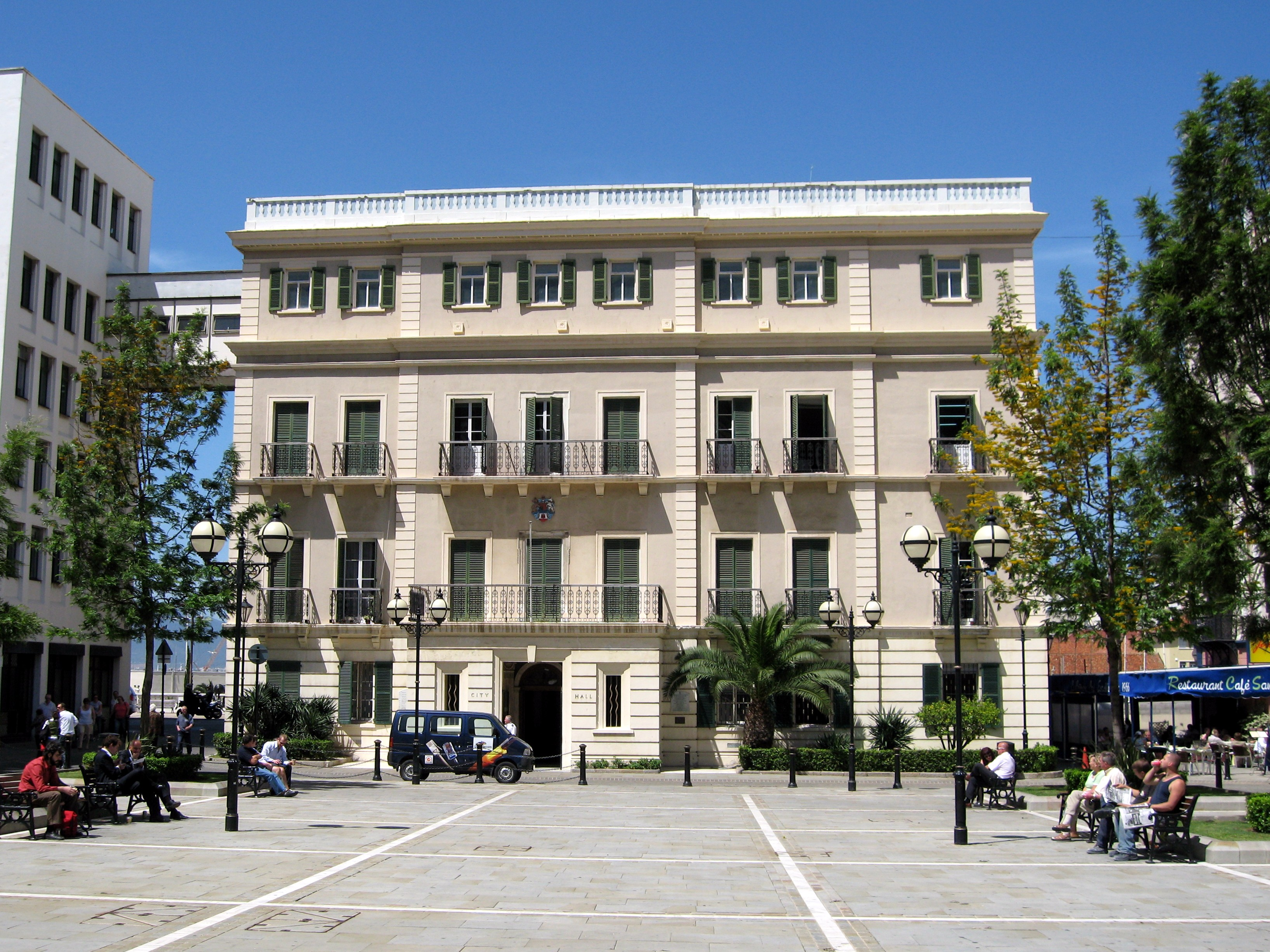
ジョン・マッキントッシュ・スクエアから見たシティ・ホール

同じ頃の1819年に、ユダヤ系ポルトガル人の豪商アーロン・カドウズーがジブラルタルにそれまで無かった規模の豪邸を広場の対面に建てた。3階建ての建物は広場を圧倒するものだった。ここは元は La Santa Misericordia（聖慈悲）病院・教会であり、さらに刑務所となった場所であった。カドウズーはプロテスタントではなかったため、法律上はジブラルタルに地所を持つことはできなかった。しかし彼はホレーショ・ネルソンの親友であり、彼の艦隊を援助していたので、広場に「彩りを添える」という条件の下、最終的にアラメダに家を建てることを許された。建築費は約4万ポンドだった。1934年に彼が没すると、彼の邸宅はホテルとして賃貸され、「クラブ・ハウス・ホテル」になった。1874年に建物は Pablo Antonio Larios に買われた。彼は裕福な事業家かつ銀行家であり、ジブラルタルに生まれたがスペイン人の一族であり、この建物を完全に改装した。彼の息子 Pablo Larios（マルサレス侯爵）は1922年に建物をジブラルタル植民地当局へ売却した。当局はここを郵便局にする予定だったが、最終的には新しく設立されたジブラルタル・シティ・ホールの不動産となり、現在は市長の応接室が置かれている。建物は後に何度か改装（フロアの追加および北側への拡張）がなされ、元の左右対称な姿ではなくなっている。
19世紀半ばに広場の名称は「コマーシャル・スクエア」に変更され、ここで蚤の市や定期的な競りが開かれた。それゆえスペイン語で「Plazuela del Martillo」、くだけて「El Martillo」という名が作り出された。（martillo はスペイン語で、卓上を叩く小槌を意味する。）当時よく使われた別名として「Jews Market」（ユダヤ市）というものがある。これらの通称はやがて使われなくなり、この広場は専らピアツァ (The Piazza) と呼ばれるようになった。このイタリア語は、広場の中心が舗装されたのちに付けられたもので、ジェノヴァからの移民が持ち込んだものかもしれない。「ジョン・マッキントッシュ・スクエア」という名が公式に付けられたのは1940年である。

### 泉
1571年に、町の南側にあるレッド・サンズより飲料水を引くため用水路が作られた。広場の北西隅にある泉は、この用水路から引かれたものである。（今のシティ・ホールの北にあるこの泉の階段は、現在「Fountain Ramp」（泉の傾斜）、スペイン語で「Callejón de la Fuente」と呼ばれる。）何年か後に泉が枯れて用水路は使われなくなったが、1694年に源泉は再生された。用水路は1887年にカッスル・ストリートに移され、1960年代までそこにあった。そして最終的には、元の位置から20メートルほど北西にあたる Zoca Flank まで、リン・ウォールの上に通された。（ライオンの頭を象った排水口が4つ、噴水の下部に刻まれているが、これは戦争、疫病、死、平和を意味している。）
1869年には飲料水を供給するため、ザ・ロックとスペインをつなぐ地峡にある井戸から水を引いた新しい泉が衛生委員会によって造られた。これは12月8日にジブラルタル総督リチャード・エアリーの妻レディ・エアリーによって落成された。しかしこの「エアリー泉」はあっという間に枯れてしまい、1879年にはヴィクトリア女王の三男コノート公のジブラルタル滞在を記念する装飾用の泉に置き換えられた。これは第二次世界大戦中に取り壊された。

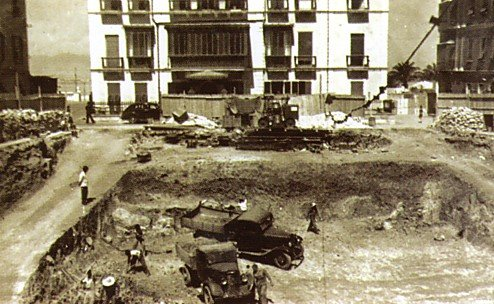
1939年、コマーシャル・スクエアと呼ばれた当時の防空壕（西方向を見た写真）

### 防空壕

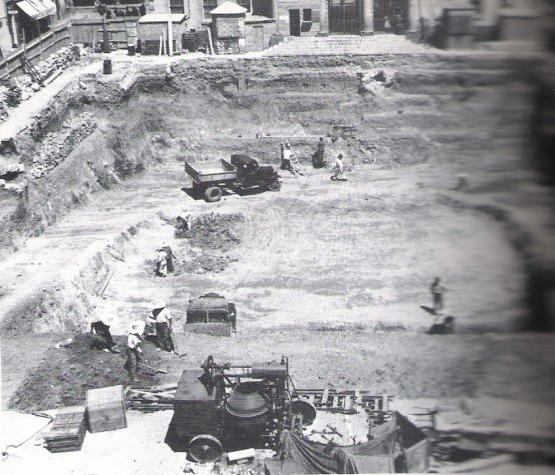
1939年、コマーシャル・スクエアと呼ばれた当時の防空壕（東方向を見た写真）

1939年、ジョン・マッキントッシュ・スクエアの下に防空壕を造るための掘削工事が行なわれた。この工事で発掘された建築物は無かった。すなわち、ここは6百年以上にわたりずっと開けた広場だったということである。現在、地下の防空壕の一部には公衆便所が設けられている。

## 出来事

### 第二次世界大戦中のジブラルタル市民の疎開
第二次世界大戦が始まると、陸海軍の軍人を増やし要塞としてのザ・ロックの戦力を高めるため、ジブラルタルからの市民の強制疎開が決定された。すなわち、必要不可欠な職業の市民のみが残留を許されることになった。
1940年6月はじめ、13500人の疎開民がフランス領モロッコのカサブランカに船で渡った。しかし1940年6月のフランス降伏とメルセルケビールでのイギリス艦隊によるフランス艦隊攻撃の後、親独のヴィシー政権は全てのジブラルタル疎開民に退去を求めた。やがて15隻のイギリス貨物船がカサブランカにやってきて、退去の機会が訪れた。これはダンケルクで救助されたフランス軍兵士らを送還するためにクライトン司令が率いていた船団で、兵士らを上陸させた後、全ての疎開民を乗せることに同意するまで抑留された。クライトンは船を清掃して補給することもできず、（また本国の海軍本部は疎開民らを乗せないよう命じていたが、）最終的には彼らを乗せることに同意した。しかし疎開民らがジブラルタルに着くと、ジブラルタル総督クライヴ・リドルは彼らの上陸を拒んだ。いったん上陸させてしまうと、再疎開が事実上不可能になるのを恐れたのである。町の人々は、疎開民の上陸禁止の報を聞くとジョン・マッキントッシュ・スクエアに集まり、演説が行なわれ、二人の議員が交易図書館長と共にリドル総督に面会して疎開民の上陸を要請した。ロンドンからの指示を待って、他の船が到着するまでという条件で上陸が許され、7月13日に再疎開は完了した。

### 国連における Joshua Hassan と Peter Isola の証言
1963年9月、ジブラルタル首相ジョー・ボサノと野党党首の Peter Isola は、国連の脱植民地化特別委員会でジブラルタルの「申立人」として証言するためニューヨークに渡った。町の人々はジョン・マッキントッシュ・スクエアに集まって彼らを激励し、戻って来た時もやはり集まって歓迎した。1963年9月24日に二人の歓迎式典が行なわれ、それは「勝利の歓迎」(The Triumphal Welcome) という絵で記念された。これは地元の画家 Ambrose Avellano がジョン・マッキントッシュ・スクエアでの光景を描いたものである。

### ジブラルタル・ナショナル・デー

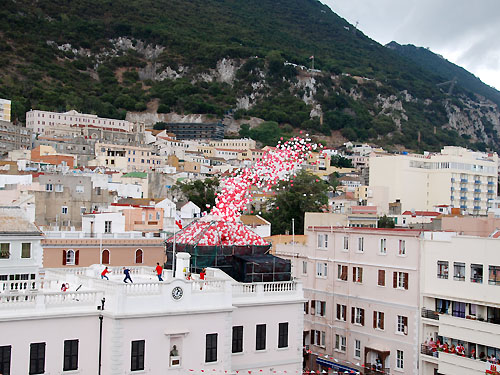
2009年のナショナル・デーで、議会の屋上から放たれた3万個の紅白の風船

1992年、当時の首相ジョー・ボサノは、最初となるジブラルタル・ナショナル・デーの式典をジョン・マッキントッシュ・スクエアで行なうと決定した。毎年9月10日と定められたこのナショナル・デーは、1967年に行なわれたジブラルタルの主権に関する最初の住民投票を記念するものであり、それはスペインの主権下に入るか、自治体としてイギリスの主権下に残るかという投票で、圧倒的多数が後者を選んだのであった。とはいえ、この最初のナショナル・デーはあまりに盛況だったので、押し寄せた群衆はジョン・マッキントッシュ・スクエアに入りきらなかった。それゆえ、1993年に会場はより広いグランド・ケースメーツ・スクエアに移された。そこは2007年までほぼ毎年メインの会場となった。2008年には再び公式会場はジョン・マッキントッシュ・スクエアに戻され、市長が主な行事を執り行ない、シティ・ホールのバルコニーでジブラルタル市民賞 (Gibraltar Medallion of Honour) の発表を行なう。またジブラルタル・ナショナル・デー宣言が読み上げられ、続いて議会の屋上から3万個の紅白の風船飛ばしが行なわれる。

### ミス・ワールド2009の凱旋

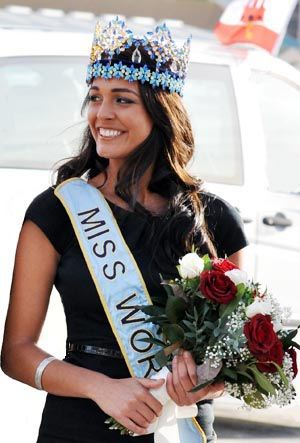
ジブラルタルに凱旋したケーン・アルドリノ

ミス・ジブラルタル2009のケーン・アルドリノは2009年12月12日、歴史に名を刻んだ。すなわち南アフリカのヨハネスブルグで開かれたミス・ワールドにて、ジブラルタル代表として初めて優勝したのである。首相のピーター・カルアナは彼女の優勝を「彼女とジブラルタルにとって素晴らしい偉業」だと歓迎し、「女王に相応しい凱旋」を約束した。最終的にジブラルタル自治政府は、彼女がロンドンからビジネスジェットでジブラルタルに帰還すると発表し、彼女の到着の際に開かれる行事の詳細を記したプレスリリースを出した。具体的には、ジブラルタル国際空港での出迎え、メインストリートでのパレードなどで、パレードではチャールズ3世（当時皇太子）とダイアナ妃が新婚旅行でジブラルタルを訪れた際に乗ったオープンカーが使われることになった。2009年12月17日、お祭り一色となったジブラルタルにて、彼女はジブラルタル連隊の軍楽隊の先導でメイン・ストリートをパレードし、シティ・ホールのバルコニーに現われてジョン・マッキントッシュ・スクエアの群衆に挨拶した。その後に記者会見が開かれ、ザ・ロック・ホテルでレセプションが行なわれた。ジブラルタル港からは花火が打ち上げられ、祝典は最高潮に達した。

## 著名な建築物
- ジブラルタル・シティ・ホール
- ジブラルタル議会